# پرچم جزیره پرنس ادوارد
پرچم جزیره پرنس ادوارد در ۲۴ مارس ۱۹۶۴ پذیرفته شد.